# Ентоні Сінісука Гінтінг
Ентоні Сінісука Гінтінг (нар. 20 жовтня 1996) — індонезійський бадмінтоніст, бронзовий призер Олімпійських ігор 2020 року.

## Виступи на Олімпіадах
| Олімпіада  | Дисципліна       | Місце |
| ---------- | ---------------- | ----- |
| Токіо 2020 | одиночний розряд | 3     |